# Carlo Geloso
Carlo Geloso, italijanski general, * 20. avgust 1879, † 25. julij 1957.
Med drugo svetovno vojno je poveljeval italijanski 11. armadi, ki je opravljala okupacijske naloge v Grčiji.